# Auguste Serrurier
Auguste Serrurier (* 25. März 1857 in Denain; † nach 1900) war ein französischer Bogenschütze.
Petit trat bei den Olympischen Spielen in Paris bei zwei Wettbewerben der Bogenschützen an; in beiden, unterschiedlichen Varianten des Mastschießens, konnte er den zweiten Platz erreichen, was ihn aus heutiger Sicht zum doppelten Silbermedaillengewinner macht.

## Anmerkung
1. ↑  Erst 1904 gab es offiziell Bronzemedaillen für den dritten Platz, bis dahin erhielten der Sieger eine Silber-, der Zweite eine Bronzemedaille

| Personendaten    | Personendaten              |
| ---------------- | -------------------------- |
| NAME             | Serrurier, Auguste         |
| KURZBESCHREIBUNG | französischer Bogenschütze |
| GEBURTSDATUM     | 25. März 1857              |
| GEBURTSORT       | Denain                     |
| STERBEDATUM      | 20. Jahrhundert            |